# Временное правительство Литвы
Временное правительство Литвы (лит. Lietuvos laikinoji Vyriausybė) — непризнанное правительство, сформированное 23 июня 1941 года членами Литовского фронта активистов. Литовские националисты предполагали, что после нападения Германии на СССР независимость Литвы будет восстановлена, а Временное правительство станет законным органом власти. Германские власти не одобрили инициативу ЛФА и поместили под домашний арест[когда?] главу Временного правительства Казиса Шкирпу.
Несмотря на это, сразу после немецкого вторжения в СССР члены Литовского фронта активистов развернули активные боевые действия против Красной армии, взяли под свой контроль некоторые города Литвы и объявили о приходе к власти Временного правительства во главе с Ю. Амбразявичюсом (вместо отсутствовавшего К. Шкирпы, который не смог покинуть Берлин).
Бо́льшая часть постановлений Временного правительства носила декларативный характер и не имела реальной юридической силы. После занятия Литвы войсками Вермахта немцы отказались признавать Временное правительство Литвы, и вместо него сформировали оккупационную администрацию во главе с Пятрасом Кубилюнасом. 5 августа 1941 года Временное правительство Литвы свернуло свою деятельность, а 13 августа самораспустилось.
В сентябре 2000 года спикер Сейма Литвы Витаутас Ландсбергис предложил принять акт о признании Временного правительства Литвы законным правительством страны. Парламентом Литвы акт был одобрен (было подано голосов: за — 48, против — 0, воздержались — 3). После нескольких консультаций спикера парламента В. Ландсбергиса с президентом страны и послом США, последовало его заявление о поспешности принятия данного акта. В литовском обществе деятельность Временного правительства оценивается неоднозначно, так как оно приняло ряд антисемитских постановлений и положительно отзывалось о деятельности Национального трудового охранного батальона и литовской вспомогательной полиции.

## Состав
- Юозас Амбразявичюс — министр образования, исполняющий обязанности премьер-министра.
- Адольфас Дамушис — министр промышленности
- Витаутас Ландсбергис-Жямкальнис — министр коммунального хозяйства
- Мечисловас Мацкявичюс — министр юстиции
- Йонас Матулёнис — министр финансов
- Антанас Новицкис — министр связи
- Юозас Паяуйис-Явис — министр труда и социальной защиты
- Стасис Раштикис — министр обороны
- Ю. Шлепетис — министр внутренних дел
- П. Вайнаускас — министр контроля и торговли
- Ксаверас Венцюс — министр здравоохранения
- Балис Виткус — министр сельского хозяйства
- Владас Грудзинскас — менеджер по кейтерингу
- Юозас Сенкус — министр печати
- Леонас Прапуоленис — Представитель Фронта активистов Литвы в правительстве

Правительство назначило Совет национальной обороны для руководства вооруженными силами:
- Генерал Стасис Пундзявичюс
- Генерал Микас Реклайтис
- Полковник Юозас Вебра
- Коменданта города Каунаса, полковник Юргис Бобелис
- Мэр Каунаса Казимерас Палчяускас